# Laralyn McWilliams
Laralyn McWilliams (Vicenza, Italia, 25 de febrero de 1965-5 de febrero de 2024) fue una diseñadora de juegos y productora de videojuegos estadounidense.

## Trayectoria profesional
Fue directora creativa de Free Realms, un mundo virtual multijugador masivo para adolescentes y preadolescentes. En 2010, fue reconocida por Massive Online Gaming como una de las personas más influyentes en los MMO, compartiendo el puesto número 1 con el presidente de Sony Online, John Smedley. Citando su papel, tanto de diseñadora como de portavoz de Free Realms, fue «fundamental para crear conciencia, visibilidad e interés».
McWilliams fue diseñadora principal, productora o directora de juegos para Disney y DreamWorks. También fue diseñadora principal de Full Spectrum Warrior en Pandemic Studios, y trabajó con John Singleton y Snoop Dogg en el juego cancelado Fear & Respect.
Fue incluida en la lista de las mejores mujeres de los MMO en 2010, y también fue una de las 20 mujeres de Gamasutra en los juegos. Laralyn escribió un post mortem de Free Realms que se publicó en la revista Game Developer de abril de 2010.
En marzo de 2011, McWilliams dejó el SOE en San Diego.
Se licenció en Psicología por el Vassar College y en Derecho por la Facultad de Derecho de la Universidad de San Luis.

## Videojuegos
En el sitio MobyGames hay una lista parcial de créditos de videojuegos de McWilliams.
- The Elder Scrolls II: Daggerfall (1996)
- Sid Meier's Alpha Centauri (1999)
- Disney's Stitch: Experiment 626 (2002)
- Sid Meier's Pirates! (2004)
- Full Spectrum Warrior (2004)
- Over the Hedge (2006)
- Free Realms (2009)